# Macey-Halbinsel
Die Macey-Halbinsel ist eine bis zu 143 m hohe Halbinsel an der Ingrid-Christensen-Küste des ostantarktischen Prinzessin-Elisabeth-Lands. Sie ragt auf Höhe der Rauer-Inseln in die Ranvik hinein, eine Nebenbucht der Prydz Bay. Unmittelbar westlich der Halbinsel liegt der Browns-Gletscher.
Das Antarctic Names Committee of Australia benannte sie nach Louis Edward „Lem“ Macey (1911–1986), der am 11. Januar 1957 als Teil einer Mannschaft bei den Australian National Antarctic Research Expeditions hier eine Anlandung unternommen hatte.